# Metalna sekira
Metalna sekira je vrsta bojne sekire, ki jo zaradi lastnosti uvrščamo med metalna orožja.
Metalna sekira lahko služi kot navadna bojna sekira, njena glavna značilnost pa je oblikovanost in uravnoteženost glave in palice, ki omogoča izkušenemu uporabniku met in zadetek proti oddaljenemu sovražniku. Ker je metalno orožje, je tako metalec razorožen, razen če nima drugega orožja.